# Olaia Luzuriaga
Olaia Luzuriaga González (Pamplona, 12 de septiembre de 2001) es una jugadora de balonmano que juega de guardameta en el Replasa Beti Onak español.

## Trayectoria
En la 2021/22 ascendió con el Gurpea Beti Onak a la División de Honor en una temporada casi perfecta, dónde ganaron 33 partidos sobre 34. Tras salvarse en las siguientes temporadas, su mejor temporada ha sido la de 2024/25, en la que fue partícipe del equipo navarro que terminó subcampeona de la Copa de la Reina y fue elegida hasta por 3 veces "Guerrera Iberdrola de la Jornada".

### Datos con clubes
|          | Liga | Copa | Total |
| -------- | ---- | ---- | ----- |
| Partidos | 78   | 8    | 86    |
| Goles    | 6    | 0    | 6     |

Con la selección española ha competido con la selección junior y participó en el Europeo júnior de 2019 en Hungría. Además ha participado en algunas de las concentraciones convocadas por las Guerreras de la mano de Ambros Martín.

## Títulos
- 1 x Campeón de la División de Honor Plata.[15]